# Chuí
Chuí, amtlich Município de Chuí, ist eine Gemeinde und Kleinstadt im Süden Brasiliens im Bundesstaat Rio Grande do Sul mit 2021 amtlich geschätzten 6832 Einwohnern, die Chuienser genannt werden und auf einer Gemeindefläche von rund 202 km² leben. Sie ist die südlichste Stadt des Landes.

## Geographie
Chuí liegt im Bundesstaat Rio Grande do Sul etwa 520 km südlich von Porto Alegre direkt an der Grenze zu Uruguay. Benachbart sind die Orte Santa Vitória do Palmar, etwa 20 km nördlich, und Chuy (Uruguay), mit der die Stadt eine zusammengewachsene Siedlung bildet – die Grenze verläuft über eine breite Straße inmitten der Doppelstadt. Am östlichen Stadtrand fließt der Arroio Chuí.
Das Klima ist subtropisch-feucht, nach Köppen-Geiger gehört es zur Klasse Cfa.
Erreichbar ist die Stadt von Norden aus Richtung der Stadt Rio Grande über die Bundesfernstraße BR-471, deckungsgleich mit der Staatsstraße RSC-471 des Bundesstaats, von Süden erreicht man die uruguguayische Schwesterstadt Chuy und die Grenze auf der Ruta 9 aus Richtung Montevideo. Von Südwesten führt vom Atlantik her die Landstraße RS-699 auf die Stadt zu.

## Geschichte
Das Territorium des heutigen Chuí ist eng mit der frühen Kolonialzeit, den portugiesisch-uruguayischen Beziehungen und der ehemaligen Provinz Cisplatina im Kaiserreich Brasilien verbunden. Die Siedlung namens Chuí war lange lediglich ein Militärposten. Ab 1852 bildete der Arroio Chuí einen Grenzfluss zwischen beiden Staaten. 1872 wurde die Vila de Santa Vitória do Palmar gegründet, dann zum Munizip erhoben, aber erst am 30. Juni 1939 in deren Gebiet mit Gesetz Nr. 7842 der Distrito de Chuí gebildet. Der Sitz dieses Distriktes wurde durch Gesetz Nr. 10666 vom 28. Dezember 1995 nach einer im gleichen Jahr vorherigen Volksbefragung zum Município de Chuí und aus Santa Vitória do Palmar ausgegliedert. Die Jahreszahlen 1939 und 1995 sind im Wappen der Stadt genannt, die eigentliche Emanzipation als sich selbstverwaltende Stadt erfolgte erst zum 1. Januar 1997 nach den hierfür notwendigen Wahlen eines ersten Bürgermeisters und der ersten Stadtverordneten (vereadores).

## Lebensqualität
Die Kleinstadt hat einen Human Development Index (HDI) von 0,706 (2010), was als hoch einzustufen ist. 1991 betrug die Analphabetenquote 9,5 %, die jedoch 2010 auf 2,1 % gesenkt werden konnte.

## Politik und Verwaltung
Die Exekutive als Stadtpräfekt hatte für die Amtszeit 2017 bis 2020 Marco Antonio Vasques Rodrigues Barbosa von den Democratas (DEM) inne. Bei der Kommunalwahl 2020 wurde er mit 100 % der gültigen Stimmen für die Amtszeit von 2021 bis 2024 wiedergewählt.
Die Legislative liegt bei einem Stadtrat aus neun Stadtverordneten, der Câmara Municipal de Vereadores. 
Chuí bildet nur einen Gesamtdistrikt, wobei nach der Volkszählung 2010 ein Bevölkerungsanteil von 96,28 % im städtischen Raum lebte und 3,72 % verstreut im ländlichen Bereich des über 200 km² großen Gemeindegebiets.